# Spital (Allersberg)

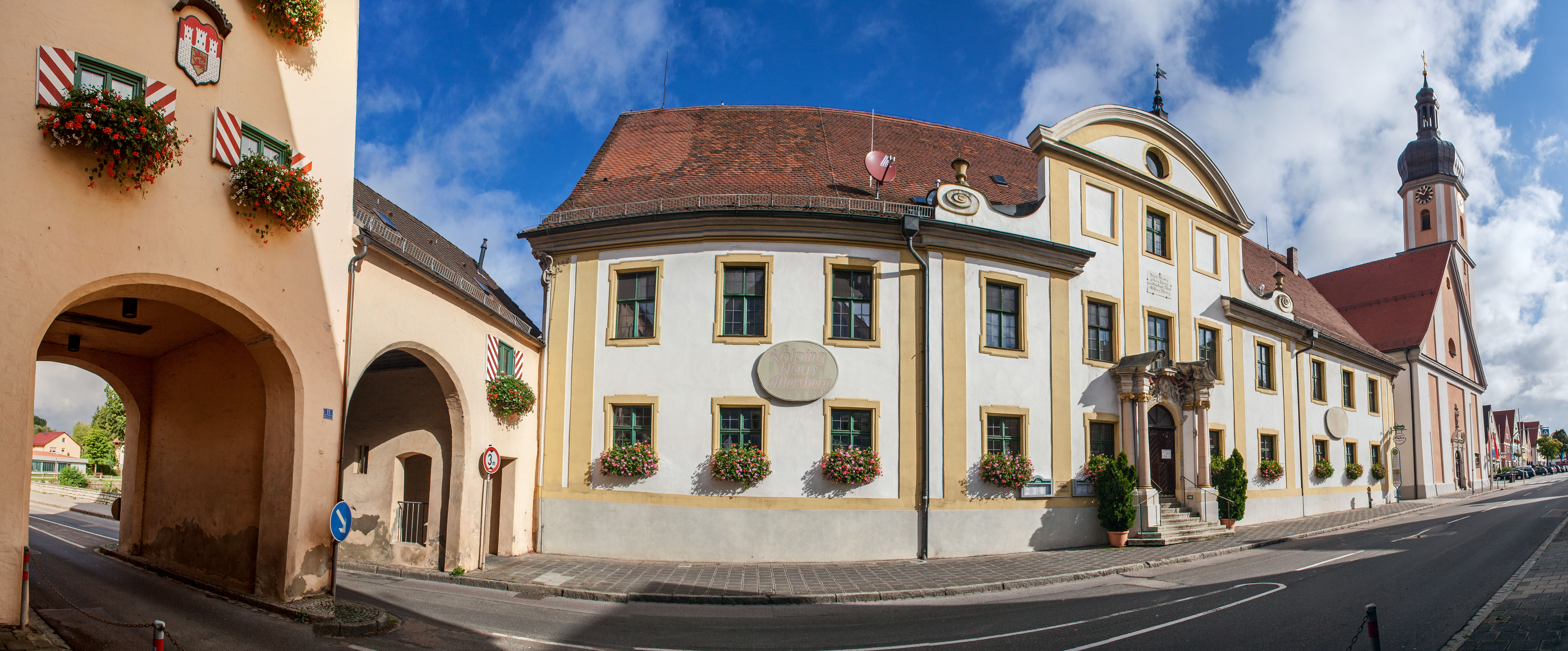
Ehemaliges Spital in Allersberg

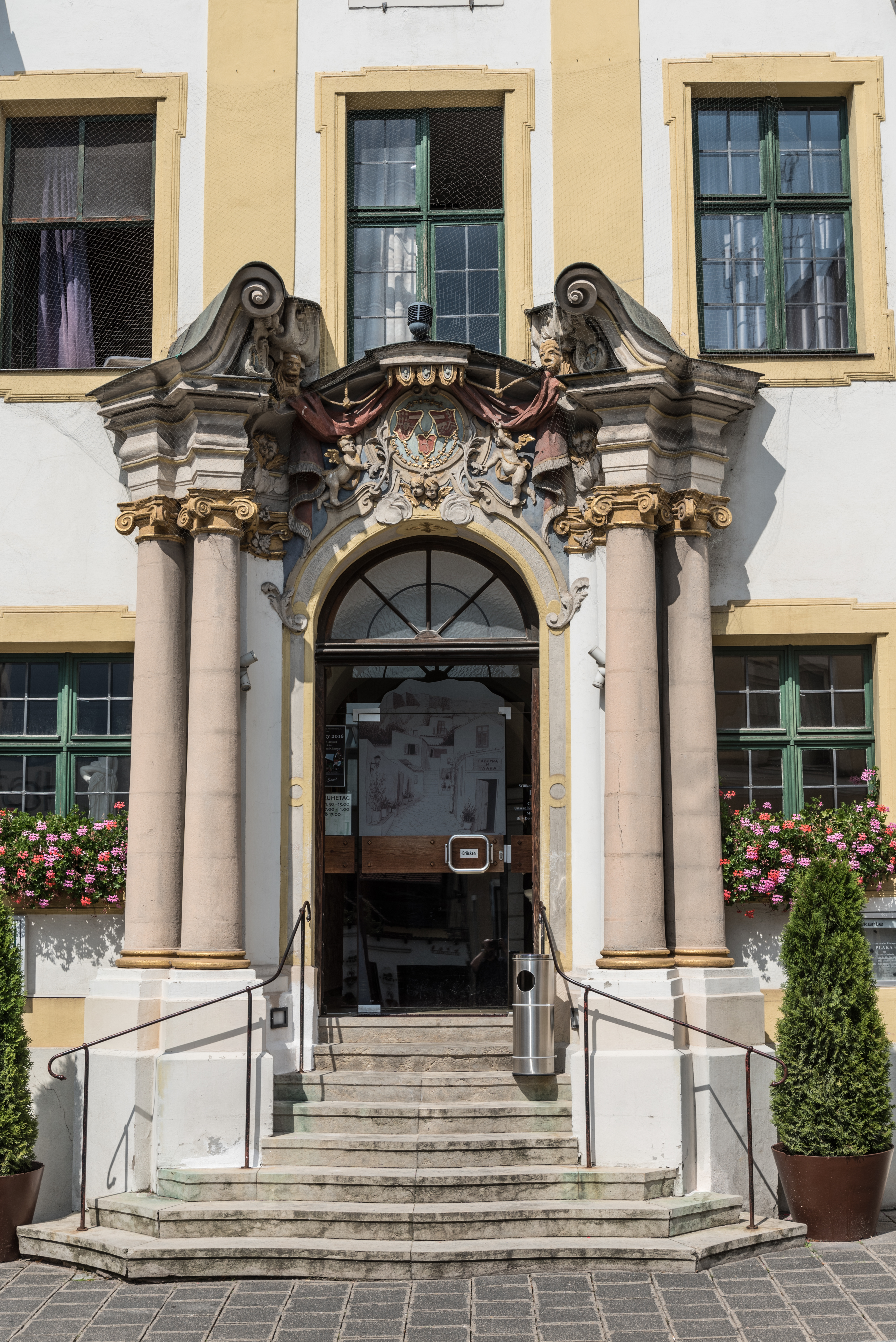
Portal

Das Spital in Allersberg, einer Gemeinde im mittelfränkischen Landkreis Roth in Bayern, wurde von 1736 bis 1738 vom Baumeister Johannes Puchtler errichtet. Das ehemalige Spital am Marktplatz 10, neben der katholischen Pfarrkirche Mariä Himmelfahrt, ist ein geschütztes Baudenkmal. 
Das Spital in Allersberg geht auf eine Stiftung der Grafenbrüder Leopold und Albrecht Wolfstein aus dem Jahr 1339 zurück. 
Der zweigeschossige, traufseitige Putzbau im Stil des Barocks ist mit Lisenen gegliedert. Er hat ein Satteldach und einen Mittelrisalit mit segmentbogigen Zwerchgiebel, Voluten und Säulenportal.

## Heutige Nutzung
Nachdem die Wolfsteiner Altenheim-Stiftung von 1970 bis 1972 einen Neubau errichtete, erwarb die katholische Pfarrgemeinde das Gebäude. Seit 1977 wird es als katholisches Pfarrzentrum und Kolpinghaus mit Gastronomiebetrieb genutzt.